# Pont-de-Roide-Vermondans
Pont-de-Roide-Vermondans (do 2014 roku pod nazwą Pont-de-Roide) – miejscowość i gmina we Francji, w regionie Burgundia-Franche-Comté, w departamencie Doubs. W 2013 roku populacja gminy wynosiła 4343 mieszkańców.
3 grudnia 2014 roku zmieniono nazwę gminy z Pont-de-Roide na Pont-de-Roide-Vermondans.